# Pieter Offens
Pieter Hendrik Offens (Scheemda, 28 oktober 1946) is een Nederlands roeier. Hij nam eenmaal deel aan de Olympische Spelen, maar won bij die gelegenheid geen medailles.
Op de Olympische Spelen van 1972 in München maakte hij deel uit van de acht met stuurman. Het team miste de finale en eindigde in de B-finale op de derde plaats in 6.23,55. Dit was uiteindelijk goed voor een negende overall-plaats.
In zijn actieve tijd was hij aangesloten bij Groningse studentenroeivereniging Aegir. Hij was student chemie en werd later ingenieur chemische technologie.

## Palmares

### roeien (acht met stuurman)
- 1972: 3e B-finale OS - 6.23,55

Henk Rouwé · 
Jannes Munneke · 
Frank Mulder · 
Hans Huisinga · 
Jan van der Vliet · 
Herman Eggink · 
Bram Tuinzing · 
Pieter Hendrik Offens · 
Rutger Stuffken (stuurman)